# Hrabstwo San Juan (Kolorado)
Hrabstwo San Juan (ang. San Juan County) – hrabstwo w stanie Kolorado w Stanach Zjednoczonych. Obszar całkowity hrabstwa obejmuje powierzchnię 388,27 mil2 (1 005,63 km²). Według danych z 2010 r. hrabstwo miało 699 mieszkańców. Hrabstwo powstało w 31 stycznia 1876 roku, a jego nazwa pochodzi od rzeki San Juan, której nazwę nadali hiszpańscy eksploratorzy tych terenów na cześć św. Jana.

## Sąsiednie hrabstwa
- Hrabstwo Ouray (północ)
- Hrabstwo Hinsdale (wschód)
- Hrabstwo La Plata (południe)
- Hrabstwo Montezuma (południowy zachód)
- Hrabstwo Dolores (zachód)
- Hrabstwo San Miguel (północny zachód)

## Miasta
- Silverton